# دساس صومالي
الدساس الصومالي المعروف باسم أفعى الرمال الصومالي (الإسم العلمي:Eryx somalicus)، هو نوع يتبع جنس الدساسيات من فصيلة الأصلة من رتيبة الثعابين ضمن رتبة الحرشفيات. يستوطن الصومال وشرق إثيوبيا.